# Wolfgang Kilian
Pour les articles homonymes, voir Kilian.
Wolfgang Kilian, né le 10 mai 1581 à Augsbourg et mort le 18 février 1663 dans la même ville, est un graveur allemand.

## Biographie
Wolfgang Kilian naît le 10 mai 1581 à Augsbourg. Il est le frère de Lucas.
Ayant appris l'art de la gravure sous la direction de son beau-père Dominicus Custos, il accompagne son frère en Italie, où il reproduit les œuvres des plus célèbres peintres de l'école vénitienne. Il revient à Augsbourg, et y épouse la fille du bourgmestre, Susanne Endris en 1611. Avec elle il a quinze enfants. Comme il a une grande famille, il est contraint de travailler à la hâte, de sorte que ses œuvres ne sont pas à la hauteur de son talent.

## Œuvres
On a de lui trente-trois gravures, parmi lesquelles nous citerons : La Fête de la Paix à Nuremberg, en 1649, d'après le tableau de Sandrart ; Le bon Samaritain et La Résurrection, d'après Bassano[Lequel ?] ; L'Ascension et La Mise au Tombeau, d'après le Tintoret ; La Représentation du Christ au Temple, Le Baptême du Christ et Le Christ au tombeau d'après Véronèse ; les portraits de Louis XIII, roi de France, de l' impératrice Éléonore, de Jean Wiccard, électeur de Mayence, de Marie-Madeleine, grande-duchesse de Toscane, etc.. Il grave aussi les planches des ouvrages suivants : Genealogia Boiariæ Ducum ; 1605, in-fol. ; Nimbus Calamitatum humani generis lapsi ; Vita S. Ignatii ; il donne enfin de nombreuses gravures dans : Imagines Sanctorum ordinis S. Benedicti ; 1625, in-4° ; Basilicæ S. Udalrici et Afri Augustae Vindelicorum Historiæ, et dans les Delicias eetatis de Bisselins ; 1644, in-12.